# دبانس
دبانس (به اسپانیایی: Dévanos) یک دهستان در اسپانیا است که در سریا واقع شده‌است.

## خصوصیات
دبانس ۱۶ کیلومترمربع مساحت و ۱۱۵ نفر جمعیت دارد.